# Trotula de Salerno
Trotula de Salerno, também conhecida como Trotula de Ruggiero, (Ruggiero: 1050, 1097) foi uma médica e filósofa italiana do século XI, que é frequentemente referenciada como a primeira ginecologista do mundo. Ela aparece na literatura médica como uma mulher sapientíssima ou Sapiens Matrona, com ideias inovadoras para seu tempo.

## Biografia
Hoje sabe-se que Trotula era o nome dado um compêndio de três textos em latim, muito difundido na França e Inglaterra nos séculos XII e XIII, e o nome de uma das principais autoras que aparece referenciado nestas obras é  Trota ou Trocta. 
Trotula destacou-se em meio às demais mulheres de sua época que faziam medicina na Escola de Salerno não só por estudar e cuidar de suas companheiras, mas também por ensinar e divulgar, ou escrever para o mundo. A doutora de Salerno escreveu vários tratados sobre a anatomia e fisiologia feminina. O mais famoso, conhecido como Trotula Maior, e é a reunião de três obras dela. No primeiro deles, com setenta e três capítulos, intitulado De passionibus mulierum curandorum ante, in, post partum (Sobre a cura dos sofrimentos das mulheres antes, durante e depois do parto), ela explica a menstruação, a concepção, a gravidez, o parto, o puerpério, o controle de natalidade, as doenças do útero e das vias urinárias (especialmente as sexualmente transmissíveis). Esta magnífica obra foi referência obrigatória nas melhores universidades da Europa até ao século XVI. Ela considerava a prevenção como o aspecto mais importante da Medicina. Por isso, escreveu um segundo tratado sobre o cuidado com a pele, a higiene e a cosmética.
Sua obra também deixa transparecer que Trotula di Ruggiero praticou cesariana e usou ou recomendou o emprego de opiáceos como anestésicos durante o parto, para aliviar as dores das mulheres, contrariando os ensinamentos da Igreja Católica da época, que sustentava que as mulheres deviam sofrer o parto sem qualquer alívio. Além disso, ela foi capaz de relacionar a reprodução e as doenças sexualmente transmissíveis, descreveu as manifestações externas da sífilis e apresentou essa doença como causa tanto da esterilidade masculina como da feminina.
Fez parte do grupo que ficou conhecido como Mulieres Salernitanae, ou seja, Mulheres de Salerno, por terem estudado e dado aulas de medicina na escola de Escola de Medicina de Salerno. Este grupo incluía, para além dela, Abella, Mercuriade, Rebecca Guarna, Maria Incarnata e Costanza Calenda. 